# Lac Makgadikgadi

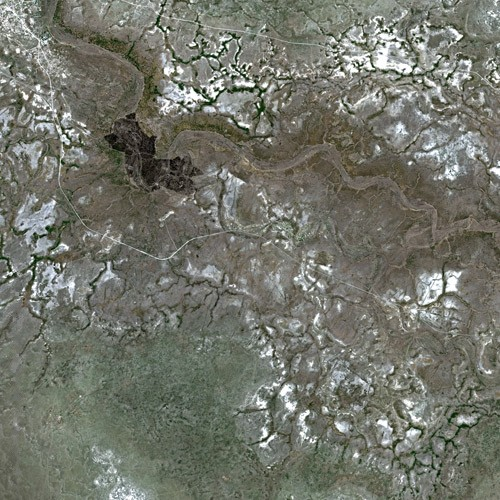
Vue du lac Makgadikgadi prise par le satellite SPOT.

Le lac Makgadikgadi est un ancien lac, disparu depuis plus de 10 000 ans, qui a laissé sa marque dans l’actuel désert du Kalahari, dans l’État du Botswana. Il couvrait 88 060 km2 et avait plus de 30 m de profondeur. À cet endroit se trouvent actuellement les fleuves Okavango, Zambèze, et Kwando, le Delta de l'Okavango et le lac Ngami ; il a laissé un désert de sel.
En 2019, une étude basée sur l'ADN mitochondrial suggère que la région de cet ancien lac serait le lieu, ou un des lieux, d'origine d'Homo Sapiens, qui s'y serait développé durant 70 000 ans avant d'émigrer, à la suite de changements climatiques.